# 경천면
경천면(庚川面)는 대한민국 전북특별자치도 완주군의 면이다. 1989년에 운주면에서 분리, 설치되었다. 인구는 약 1천 명이다.

## 개요
예전에는 고산군 운동하면 지역이었으며, 이후 운주면에 속해 있었다. 1966년 10월 26일에 경천리, 가천리, 용복리를 관할로 운주면 경천출장소가 설치되었고, 1989년 4월 1일에 경천면이 설치되었다.
경천면에는 완주 8경 중의 하나인 경천 저수지(유역의 대부분이 화산면이지만 수문과 관리사가 경천면에 있다.)가 있으며, 예로부터 붕어를 비롯한 각종 담수어가 많이 서식하고 있어 낚시꾼의 요람으로 알려져 있다.
또한 국내 유일의 하양식 건축양식의 극락전과 고대 건축양식의 대표인 우화루를 보유한 화암사가 위치하고 있다. 아울러 이곳은 천혜의 자연환경을 갖고있는 청정지역으로써 자연친화적 생태마을과 녹색농촌체험마을 등 농촌전통테마, 또한 곶감, 대추 등의 특산물로도 유명하다.

## 행정 구역
- 경천리-경천, 오복, 갱금, 죽림, 대석, 성가, 오봉
- 용복리-용복, 석장, 신덕, 구수동, 만수동
- 가천리-가천, 오상, 만석, 구재, 요동(싱그랭이), 동향동, 시우동, 신흥(묵방)

## 교육
- 가천초등학교